# The Infamous Don Miguel
The Infamous Don Miguel è un cortometraggio muto del 1913 diretto da Kenean Buel.

## Produzione
Il film fu prodotto dalla Kalem Company.

## Distribuzione
Distribuito dalla General Film Company, il film - un cortometraggio in una bobina - uscì nelle sale cinematografiche USA il 24 maggio 1913.